# Tuscania
Tuscania je mesto in občina z okoli 8.000 prebivalci v provinci Viterbo, pokrajini Lacij v Italiji. Do konca 19. stoletja je bilo mesto znano kot Toscanella.

## Zgodovina

### Antični časi
Po legendi, je Tuscanio ustanovil Enejev sin, Ascanius, kjer je našel dvanajst pasjih mladičev (od koder je etruščansko ime Tus-Cana, cana je podobno latinskemu canis za psa). Druga legenda pripisuje temelje za enega Tusco, sinu Herkula in Araxes. 
Dokazi o prisotnosti človeka na območju so iz neolitika, verjetno pa je bilo mesto zgrajeno okoli 7. stoletja pred našim štetjem, ko je bila zgrajena Akropola na hribu Sv. Petra in obdana z linijo obzidja. V okolici so obstajale vasi. V naslednjih letih je strateška pozicija Tuscanii omogočila vodilno vlogo v etruščanskem svetu. Po porazu obalnih mest z Grki (4. stoletje pred našim štetjem), je Tuscania postala tudi središče pomorske trgovine prek pristanišča Regas (poleg današnjega Montalto di Castro). Ni zapisov o vpletenosti Tuscanie v bojih, ki so privedli do rimskega osvajanja etruščanskega severnega Lacija (280 pr.n.št.), kot mesto je verjetno prišlo pod rimsko oblast mirno. Razvoj kmetijstva in gradnja Via Clodia, je še povečalo gospodarsko situacijo v mestu. Leta 88 pr. n. št. je postal municipium.

### Srednji vek
V 5. stoletju našega štetja je Tuscania postala ena prvih škofijskih sedežev v Italiji, ki ga je obdržala do leta 1653. 
Po razpadu zahodnega rimskega cesarstva, so mesto med letoma 569 ali 574 zasedli Langobardi. Leta 781 je postalo del papeške države. V letih 967-1066 je bilo fevd družine Anguillara in nato pod Toskansko marko. Leta 1081 ga je oblegal cesar Henrik IV.. 
V naslednjem stoletju je postal svobodna občina z oblastjo na širšem območju, vključno s številnimi gradovi. Notranji boji v Tuscanii so pripeljali do izgube prestiža, v korist bližnjega Viterba, ki je bil določen za škofijo leta 1192. Leta 1222 je v mestu bival Frančišek Asiški. V boju med Gvelfi in gibelini, ga je 2. marca 1240 zajel Friderik II. Hohenstaufen in ga obzidal.
Vojaški pohod proti papežu Bonifaciju VIII. (zgodnje 14. stoletje), je mesto pripadlo Rimu, s slabšalnim imenom Tuscanella. Leta 1348-1349 je morila kuga in mesto težko prizadela. Kmalu zatem, leta 1354, je kardinal Gil Álvarez Carrillo de Albornoz dokončno vrnil v mesto papeški državi. Leta 1421 je postalo okrožje pod kondotier Angelo Broglio da Lavello. 
V letu 1495 je mesto opustošila francoska vojska kralja Karla VIII. med svojim pohodom proti Neapeljskemu kraljestvu, zahvaljujoč uničenju obzidja naročenega od kardinala Giovannija Vitelleschija, v odgovor na nenehne bojev in javne izgrede. Zatem je mesto nazadovalo vse do priključitve v enotno kraljevino Italijo leta 1870. 
V 19. stoletju je lokalna družina Campanari raziskovala etruščanske grobnice. Organizirali so prvo etruščansko razstavo v Londonu.  Veliko dragocenih odkritij je končalo v različnih evropskih muzejih, kakor tudi v arheološkem muzeju v Tuscanii. 
Dne 6. februar 1971 je močan potres povzročil 31 smrtnih žrtev. Mesto je bilo temeljito obnovljeno, posebej še zgodovinska četrt, v celoti obdana s srednjeveškim obzidjem, ki ponuja odličen razgled na okoliško pokrajino in cerkev svetega Petra.

## Geografija
Mesto leži na planoti tufa, obdani z globokimi dolinami, skozi teče reka Marta. Predvsem na jugu in vzhodu Tuscania ponuja edinstveno panoramo z najbolj ohranjenimi srednjeveškimi zidovi in romanskimi stolpi izven mesta, na hribu pa cerkev Sv. Petrs. Tuscania je center za naravni rezervat Tuscania, ustanovljen leta 1997, ki obsega 1901 ha in je zanj značilen tudi gozd hrasta plutovca, ki se nahaja v severovzhodnem delu. 
Tuscania nosi oranžno zastavo, pečat kakovosti v turizmu in okolju TCI.

## Znamenitosti
Glavni spomenik v mestu je bazilika svetega Petra, v lombardsko-romanskem slogu. Je iz 8. stoletja in obnovljena v 11., 12. stoletju. Notranjost ima glavno in dve stranski ladji, deljene z nizkimi stebri in pilastri, ki vsebujejo polovične stolpce, z antičnimi in srednjeveškimi kapiteli.
Druge znamenitosti so še:
- Etruščanski muzej s sarkofagi iz bližnjih grobnic, kot tudi druge predmete iz grobnic.
- Romanska cerkev Santa Maria Maggiore. Ima pročelje s tremi fino okrašenimi portali. Notranjost glavno in dve stranski ladji, deljena s stebri z okrašenimi kapiteli. Vhod je opremljen s parom prosto stoječih stebrov podobna Boaz in Jakin v Salomonovem templju v Jeruzalemu.
- Stolp Lavello
- Fontana delle Sette Cannelle je srednjeveška fontana narejena iz rimskega materiala
- Etruščanske nekropole, vključno grobnica kraljice in Pian di Mola.

### Bazilika sv. Petra
V 9. stoletju je prvi škof zgradil, na ruševinah templja na mestu etruščanske akropole, baziliko Sv. Petra. Ali in kako so številni ostanki te stavbe danes ohranjeni v cerkvi, je sporno. 
Obstoj sedanje stavbe je predvsem posledica gradnje iz 11. / 12. stoletja. Kompleks se nahaja na hribu, ki je zdaj zunaj mesta in dominira s svojo masivnostjo nad pokrajino. Ob cerkvi stoji romanska Škofova palača. 
Fasada je bila morda obnovljena v poznem 12. in v začetku 13. stoletja kot posledica potresa. Velik osrednji portal izdelan v kosmatskem slogu, je bil verjetno zgrajen kasneje. V zatrepu je čudovita rozeta iz marmorja. Potres leta 1971 je rozeto precej poškodoval, a so jo skrbno spet sestavili. 
Notranjost je triladijska bazilika, ladje so ločene s stebri, glavna ladja ima odprto streho in skoraj nespremenjena prikazuje podobo iz 12. stoletja. V desni stranski ladji je ciborij z 1093 stolpci (napis). Omembe vreden je mozaik v kosmatskem slogu . Marmorna korna pregrada s prepletenim ornamentom iz 8. stoletja je bila vzeta iz prejšnje cerkve. V apsidi stoji kamniti škofovski prestol. Po vsej cerkvi so razporejene freske iz 12. stoletja. V apsidi je pomembna freska Ascension v bizantinskem slogu, ki se je po potresu iz leta 1971 žal izgubila. Na policah so nekateri etruščanski sarkofagi. 
Tudi v dvorani v kripti je 28 starih, ponovno uporabljenih stebrov, freske iz 12. stoletja, vključno z zaštitnikom Tuscania. Tukaj so ohranjeni tudi rimski zidovi v slogu Opus Reticulatum.

### Bazilika Santa Maria Maggiore
Bazilika Santa Maria Maggiore stoji ob vznožju hriba San Pietro. Po tradiciji naj bi bila zgrajena v 6. stoletju po naročilu prvega škofa Tuscaniaske cerkve na ruševinah templja Janus. V resnici so odkrili temelje neke večje rimske stavbe po obnovi po potresu leta 1971. Vendar pa je bila prvič omenjena v buli papeža Leona IV. leta 852. 
Čas gradnje sedanje cerkve je sporen, vendar naj bi bila stavba končana ob posvetitvi nove cerkve 6. oktobra 1206. 
Fasada je podobna tisti pri baziliki Sv. Petra, s tremi portali, pritlikavo galerijo in veliko rozeto. Bogati figuralni okras ima različne slogovne vplive. Okoli rozete so simboli štirih evangelistov. V luneti v osrednjem portalu je Marija z detetom. Poleg je prikazano žrtvovanje Izaka in Agnus Dei. Portal je uokvirjen z apostoloma Petrom in Pavlom. Kipi so sodobne replike, saj so bili izvirniki ukradeni. Figure verjetno niso bile narejene za sedanjo stavbo ampak so bile prenesene iz drugih zgradb. 
Notranjost je triladijska bazilika z odprto streho in romanskimi stebri. Veličastna prižnica v ladji je sestavljena iz marmorne plošče iz 8. in 9. stoletja (iz prejšnje cerkve). Tu je tudi ciborij in stari škofovski prestol. Na stenah so številne, deloma poškodovane freske. Še posebej oči pade freska Poslednja sodba na slavoloku apside.

### Etruščanske nekropole
V neposredni bližini Tuscanie so številna grobišča, od katerih so nekatera odprta za javnost. 
Najpomembnejša nekropola se nahaja v cerkvi Matere božje Dell 'Olivo. Spodaj je labirint grobov in grob kraljice in grob Amazonke. Številne sarkofage so našli leta 1967 in grobne pridatke razstavili v Arheološkem muzeju v Tuscania in v Villa Giulia v Rimu. 
Nekropola Peschiera je izjemna predvsem zaradi monumentalne arhitekture grobnic. Grobovi se očitno zgledujejo po etruščanskih hišah. 
Nekropola v Pian di Mola, ki se nahaja na nasprotnem bregu reke Marta je zasnovana precej podobno. 
Nekropola Le Scalette, San Lazzero, San Justa in San Pinzuto so zanimive po obliki grobov.